# فرانك ماكوين
فرانك ماكوين (بالإنجليزية: Frank McKeown)‏ هو لاعب كرة قدم بريطاني في مركز الدفاع، ولد في 18 أغسطس 1986 في غلاسكو في المملكة المتحدة. لعب مع ريث روفرز ونادي بارتيك ثيسل ونادي غرينوك مورتون.

## وصلات خارجية
- فرانك ماكوين على موقع قاعدة بيانات كرة القدم.إي يو (الإنجليزية)
- فرانك ماكوين على موقع Soccerbase.com (لاعب) (الإنجليزية)